# Kamienica przy ulicy Chopina 4 w Krakowie
Kamienica przy ulicy Fryderyka Chopina 4 – zabytkowa modernistyczna kamienica, zlokalizowana przy ulicy Fryderyka Chopina w krakowskiej Krowodrzy.

## Historia
Kamienica została wzniesiona w latach 1937–1938 przez architekta Józefa Wetzsteina. Część budynku pozostała własnością projektanta i jego żony Reli, zaś resztę zakupił Henryk Dunkelblau.
W latach 2018–2019 miała miejsce przebudowa kamienicy, podczas której nadbudowano piąte piętro oraz przystosowano część lokali do celów usługowych.
Kamienica została wpisana do gminnej ewidencji zabytków.

## Architektura
Budynek ma sześć kondygnacji – pięć oryginalnych i nadbudowaną szóstą. Elewacja frontowa, o czterech osiach, posiada prostą, modernistyczną formę. Skrajne osie podkreślone zostały niewielkimi, półokrągłymi balkonami. Elewacja parteru oraz środkowa część elewacji wyższych kondygnacji została obłożona płytami ze sztucznego kamienia, tworzącymi geometryczną siatkę pionowych i poziomych podziałów. Na wysokości pomiędzy parterem a pierwszym piętrem fasadę urozmaicono fryzem, przedstawiającym bujne, falujące liście. Nawiązuje on do fryzu innej krakowskiej kamienicy – Kamienicy Cybulskiej i Włudarskiej, wzniesionej w 1912 roku według projektu Adolfa Szyszko-Bohusza. Na elewacji umieszczono także tabliczkę z nazwiskiem projektanta: "PROJEKT I WYKON. R. 1937-38/INŻ. ARCH. JÓZEF WETZSTEIN".

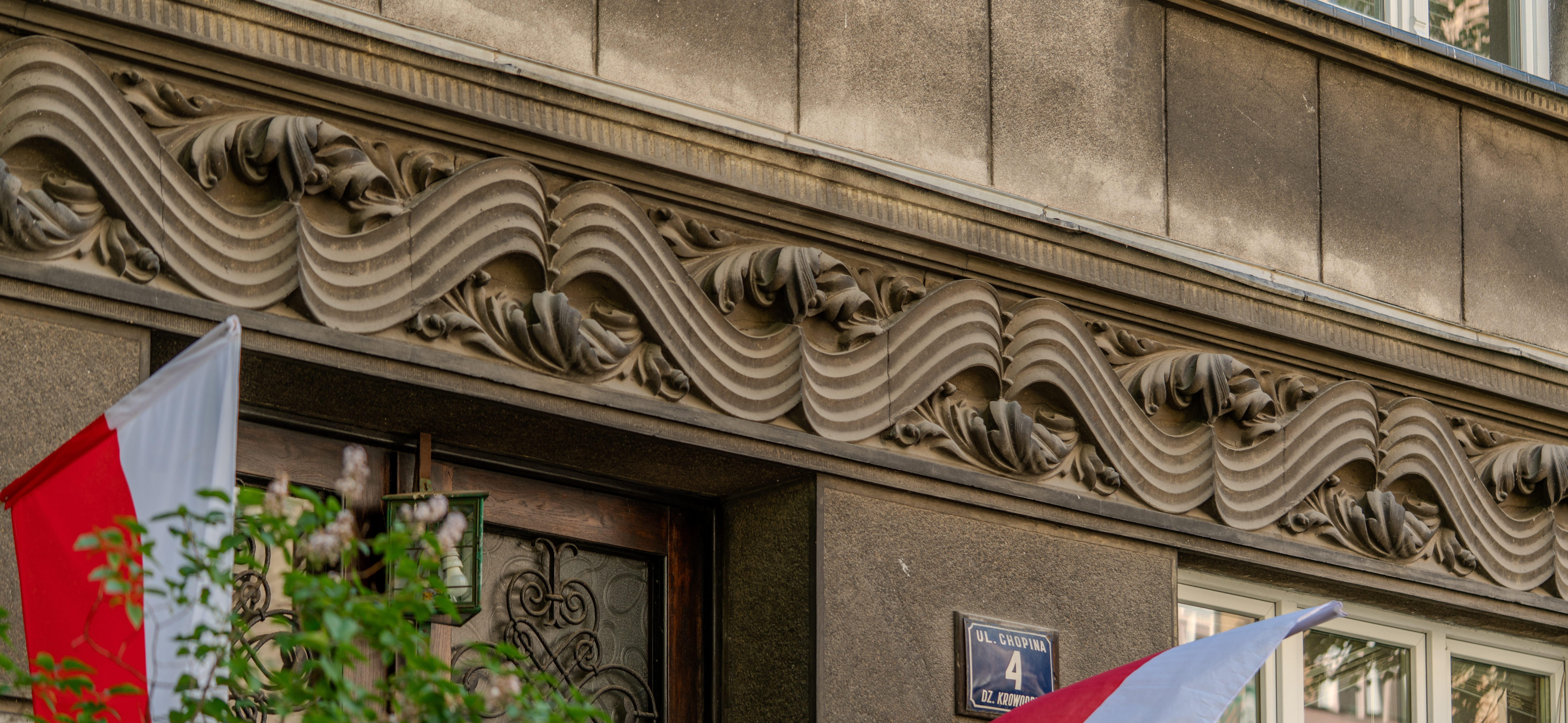
Fryz
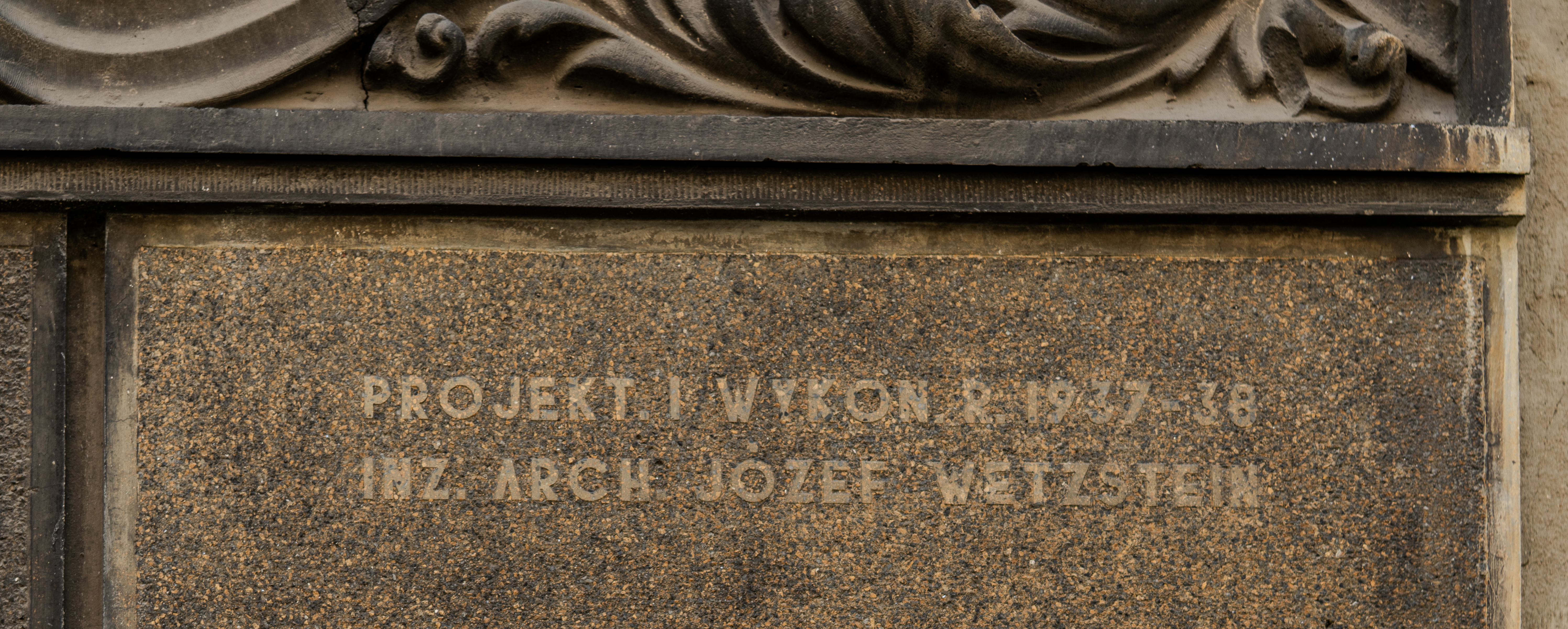
Tablica pamiątkowa